# Биргит Ијгемел
Биргит Ијгемел (ест. Birgit Õigemeel, Рапла, СССР, 24. септембар 1988) је естонска певачица која је представљала Естонију у полуфиналу Песме Евровизије 2013.